# 鳳翼麟瞳
『鳳翼麟瞳（ほうよくりんどう）』は、日本のヘヴィメタルバンド陰陽座の4thアルバム。2003年1月22日発売。発売元はキングレコード。

## 概要
本作を皮切りに、それまでセルフで行っていたレコーディングを事務所のスタジオで行うようになった。
アルバムタイトルは、鳳凰と麒麟の二体の神獣の名称を合わせて作られた造語である。
発売元であるキングレコードの要請を受け、同社初のコピーコントロールCDとして発売されたが、大きな批判を浴びた為に同社では本アルバム以降CCCDは発売されず、本アルバムもCD-DAで再発売された。
但し、中古販売や新品販売でも流通在庫次第で通常盤においては（初回盤はコピーコントロール仕様のみ）コピーコントロール版とCD-DA再発売版が混在しており、また品番も同一であり、コピーコントロール仕様を掴んでしまった場合は、製造行程の不良で無い限りは返品や交換が出来ないので（ネット中古販売やネット新品販売では瑕疵として対応して貰える可能性もある）注意が必要になる。

## 収録曲
1. 焔ノ鳥（ほむらのとり）
（作曲：瞬火）
  - インスト。次の鳳翼天翔へと続く。
2. 鳳翼天翔（ほうよくてんしょう）
（作詞・作曲：瞬火）
  - 手塚治虫の著作『火の鳥』をテーマにしたナンバー。後に4thシングルとしてリカットされる。
3. 麒麟（きりん）
（作詞・作曲：瞬火）
4. 妖花忍法帖（ようかにんぽうちょう）
（作詞・作曲：瞬火）
  - 3rdシングルの表題曲。
5. 鵺（ぬえ）
（作詞・作曲：瞬火）
6. 叢原火（そうげんび）
（作詞・作曲：瞬火）
7. 飛頭蛮（ろくろくび）
（作詞・作曲：瞬火）
8. 面影（おもかげ）
（作詞：黒猫、作曲：招鬼）
9. 星の宿り（ほしのやどり）
（作詞・作曲：黒猫）
  - 伴奏がピアノのみというシンプルなバラード。ピアノは三柴理が担当。
10. 舞いあがる（まいあがる）
（作詞・作曲：瞬火）